# Motorola 68020

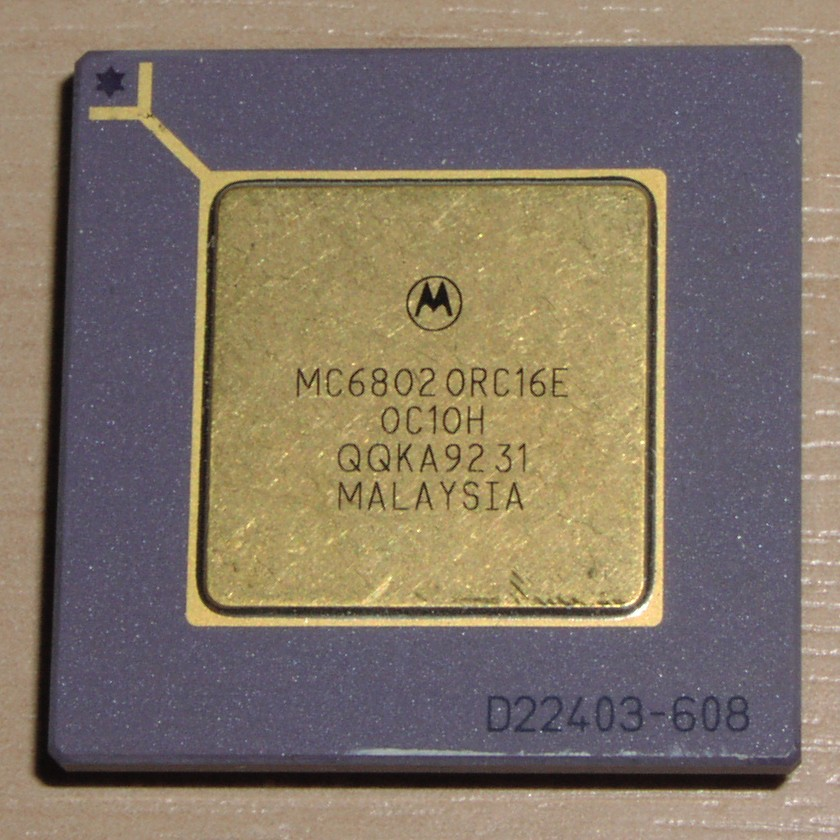
Motorola 68020 a

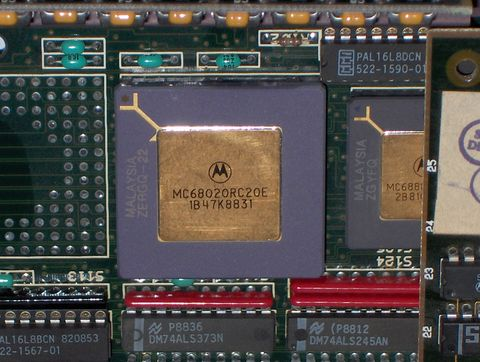
Motorola 68020 all'interno di un elaboratore Sun 3/60

Il Motorola 68020 (nome in codice MC68020) è un microprocessore CISC a 32 bit prodotto da Motorola. È il successore del Motorola 68010 ed è stato seguito dal Motorola 68030.

## Caratteristiche
Il 68020 è formato da 190 000 transistor e ha una organizzazione interna a 32-bit, e sono a 32 bit anche l'accesso alla memoria e l'indirizzamento. È dotato di una cache di 256 Byte organizzata in 64 blocchi da 4 byte gestiti con la modalità direct mapped. Ne è stata prodotta anche una versione a basso costo con un indirizzamento a 24 bit chiamata 68EC020.
Il 68020 include diversi miglioramenti rispetto al 68010, compresa una ALU a 32 bit, nuove istruzioni e nuovo metodi di indirizzamento: la pipeline passa da due stadi a tre stadi.
Le nuove istruzioni contenevano dei miglioramenti minori come l'estensione dello stato supervisore, un migliore supporto dei linguaggi di programmazione ad alto livello (rimosso nei processori successivi dal momento che non veniva usato), la possibilità di eseguire moltiplicazioni e divisioni tra operatori a 32 bit e la possibilità di manipolare campi di bit.
I nuovi modi di indirizzamento aggiungevano un altro tipo di indirezione ai precedenti tipi e aumentavano la flessibilità di gestione degli indici.
La cache è riservata alle istruzioni ed è di 256 byte, organizzata in gruppi di 4 byte. Sebbene piccola, consentiva un incremento sensibile delle prestazioni.
Il 68020 supporta sia il coprocessore matematico 68881 che il più veloce 68882.
Il 68020 venne usato in diversi modelli di Apple Macintosh. Venne utilizzato anche dai computer Amiga e dalle Workstation Sun 3.